# 난쟁이노랑박쥐
난쟁이노랑박쥐(Rhogeessa minutilla)는 애기박쥐과에 속하는 박쥐의 일종이다. 캄보디아와 베네수엘라에서 발견된다.

## 특징
전체 몸길이가 70~77mm이고 전완장이 25.5~29.55mm인 작은 박쥐로 꼬리 길이는 25~37mm, 발 길이는 4~7mm이다. 귀 길이는 11~14mm이다. 털은 짧다. 등 쪽은 황갈색과 올리브색, 녹색을 띠는 반면에 배 쪽은 노란색과 핑크색을 띤다. 주둥이는 넓다.

## 생태
죽은 큰 선인장 줄기 구멍 속에서 생활하고 대개 작은 무리를 지어 지낸다. 사냥은 저녁 일찍 시작한다. 먹이는 날아다니는 곤충, 특히 벌과 나비, 딱정벌레 등이다. 2월과 5월 사이에 임신한 암컷이 포획되고, 6월과 9월 사이에 새끼를 기르는 모습이 관찰된다.

## 분포 및 서식지
콜롬비아 북동부와 베네수엘라 북부, 마르가리타섬에 널리 분포한다. 해발 최대 900m 이내의 관목 지대와 건조 지대 가시숲에서 서식한다. 일부는 망그로브 습지에서 포획되기도 한다.

## 아종
2종의 아종이 알려져 있다.
- R. m. minutilla - 콜롬비아 북동부, 베네수엘라 북부, 마르가리타섬
- R. m. cautiva (Soriano, Naranjo & Fariñas, 2004) - 베네수엘라 메리다주 산악 지대